# دایان رودریگز
دایان رودریگز (انگلیسی: Daiane Rodrigues؛ زادهٔ ۱۵ آوریل ۱۹۸۳) بازیکن فوتبال اهل برزیل است.

وی همچنین در تیم‌های ملی فوتبال Brazil women's national under-20 football team و زنان برزیل بازی کرده‌است.